# Lilla Nyby
Lilla Nyby är en bebyggelse utmed riksväg 53 söder om Eskilstuna i Eskilstuna kommun. Från 2015 avgränsar SCB här en småort.